# 湯繩和
湯繩和，浙江省杭州府錢塘縣人，清朝政治人物、進士出身。
光緒六年（1880年），参加庚辰科殿試，登進士二甲第32名。同年五月，改翰林院庶吉士。光緒九年四月，散館，著以部属用。